# Droits LGBT au Bhoutan
Pour des articles plus généraux, voir Droits LGBT et LGBT+ au Bhoutan.
Les droits des personnes lesbiennes, gays, bisexuelles et transgenres (LGBT+ ) au Bhoutan sont marqués par des défis sociaux et juridiques. Les unions entre personnes de même sexe ne sont pas reconnues. Cependant, les relations sexuelles entre personnes de même sexe ont été dépénalisées au Bhoutan le 17 février 2021. Bien qu'il n'existe pas de protection juridique étendue contre la discrimination, certaines dispositions protègent l'orientation sexuelle et l'identité de genre. Les personnes transgenres sont autorisées à changer de marqueur de genre.
Ces dernières années, grâce à une plus grande ouverture au monde, les personnes LGBTQIA+ bhoutanaises ont commencé à s'affirmer publiquement et à créer des espaces visibles pour la communauté LGBTQIA+. Par conséquent, les mentalités évoluent au sein de la population générale.

## Légalisation des relations sexuelles entre personnes de même sexe
Jusqu'en 2021, les articles 213 et 214 du code pénal du Bhoutan punissaient les relations homosexuelles, considérées « non naturelles », d'un mois à un an de prison. Ce code n'était cependant en pratique pas appliqué, mais faisait de l'homosexualité une sexualité illégale.
Le 8 juin 2019, la chambre basse du pays, l'Assemblée nationale, décide de supprimer ces deux articles du code pénal par 38 voix pour, 1 contre, et 5 abstentions, dans le cadre d'une refonte générale du code,,. Le nouveau code pénal est ensuite voté avec des amendements par la chambre haute le 10 février 2020, à l'unanimité des 19 conseillers présents sur les 25 composants le Conseil national. Le conseil ayant amendé le texte, celui ci est renvoyé à l'assemblée, qui l'approuve le 27 février par 34 voix pour, une contre et 7 abstentions, mais en rejetant 24 des 56 amendements proposés par la chambre haute. Le texte est par conséquent envoyé en commission mixte paritaire. Celle-ci, composée de 5 membres du conseil et 7 de l'assemblée, se réunit le 7 octobre. Les deux chambres s'opposent sur la suppression pure et simple de la pénalisation des « actes contraires à la nature », la chambre haute ne souhaitant pas légaliser davantage que l'homosexualité,. Un vote en session commune des deux chambres s'ensuit le 10 décembre, au cours duquel les amendements sont approuvés par 63 voix pour, six abstentions et aucune voix contre. La criminalisation des actes « contre nature » est conservée, mais l'homosexualité est explicitement décrite comme n'en faisant pas partie,,. Le texte est ensuite signé par le roi, avant de prendre effet le 17 février 2021,.

## Reconnaissance des relations entre personnes de même sexe
Le Bhoutan n'accorde aucune forme de reconnaissance juridique aux couples de même sexe.
Tashi Tsheten, directeur de Rainbow Bhutan, a indiqué qu'un projet de loi sur le mariage avec des pronoms neutres avait été débattu lors de la session parlementaire d'été 2018, mais qu'il avait été reporté en raison des élections législatives de 2018. Cependant, un gouvernement progressiste a été élu lors de ces élections, et Tsheten et la communauté LGBT+ ont exprimé leur conviction que le débat autour de ce projet de loi serait relancé.

## Protections contre la discrimination
Il n'existe pas de loi anti-discrimination spécifique offrant une protection juridique étendue fondée sur l'orientation sexuelle ou l'identité de genre. Néanmoins, certaines dispositions législatives, réglementaires et politiques spécifiques protègent explicitement les personnes LGBT+.
- L'article 40(7) de la loi de 2015 sur le Bureau du procureur général du Bhoutan stipule que les considérations d'intérêt public pour les poursuites doivent inclure les cas où « l'infraction est motivée par l'hostilité envers une personne en raison de sa race, de son origine ethnique, de son orientation sexuelle, de son handicap, de sa religion, de ses convictions politiques, de son âge ou autre »[18].

- La loi sur l'information, les communications et les médias du Bhoutan (2018) inclut l'orientation sexuelle comme « données ou informations personnelles sensibles »[19].

### Éducation
Selon le ministère de l'Éducation et du Développement des compétences, un mécanisme de lutte contre l'intimidation et des procédures d'inclusion LGBTQ+ ont été mis en œuvre dans toutes les écoles.
Le Cadre stratégique national pour l'éducation sexuelle complète (ESC), mis en œuvre en 2021, couvre la santé sexuelle et reproductive et les questions relatives à la communauté LGBTQIA+. Il stipule qu'il est impératif que les programmes et activités d'ESC respectent la diversité culturelle et sociale, y compris l'orientation sexuelle. De plus, l'école doit être un environnement sûr pour tous, tolérant et acceptant la diversité, y compris pour les personnes d'orientation sexuelle différente. Il reconnaît que les stéréotypes de genre et l'homophobie comptent parmi les facteurs qui rendent les jeunes vulnérables en matière de santé sexuelle et reproductive.
La politique de l’enseignement supérieur de 2010, publiée par le ministère de l’Éducation, stipule qu’« une politique qui assure l’égalité des chances de telle sorte que l’admission à tout poste ou nomination à l’université et l’admission des étudiants à l’université se fassent sur la base du mérite et sans distinction de religion, d’origine, de sexe, d’orientation sexuelle ou de race ».
La politique nationale de la jeunesse publiée en 2011 par le ministère de l'Éducation stipule que « la politique promeut le respect de la culture et des traditions, des origines religieuses et ethniques du peuple et est conforme aux droits de l'homme universellement reconnus sans discrimination fondée sur le sexe, la race/l'origine, l'âge, l'origine ethnique, la croyance, l'identité sexuelle, l'affiliation politique ou le statut social ».

### Santé
Le Code de fidélité professionnelle publié en 2021 par le Conseil médical et de santé du Bhoutan protège l'orientation sexuelle,.

### Emploi
Le Code de conduite éthique des entrepreneurs 2019 stipule que « les entrepreneurs doivent s'abstenir de pratiquer toute discrimination fondée sur la race, l'âge, le sexe, l'État et le pays d'origine, la capacité ou l'orientation sexuelle lors de la mise en œuvre de toutes les activités de construction ».
Les Lignes directrices sur la gouvernance d'entreprise pour les entreprises publiques 2019, publiées par le ministère des Finances, interdisent la discrimination ou le harcèlement sur le lieu de travail en raison de l'orientation sexuelle.

### Protections contre la violence fondée sur le genre
La procédure opérationnelle standard pour la prévention et la réponse à la violence basée sur le genre, publiée en 2020 par la Commission nationale pour les femmes et les enfants, offre de larges protections aux personnes LGBTQIA+.
- Le principe directeur du droit à la non-discrimination stipule : « Les survivants de violences doivent recevoir un traitement égal et équitable, quels que soient leur âge, leur sexe, leur race, leur religion, leur nationalité, leur origine ethnique, leur orientation sexuelle ou toute autre caractéristique ».
- En ce qui concerne les survivants LGBTQI, il est indiqué que « le gestionnaire de cas doit être en mesure de fournir une gestion de cas adaptée, appropriée et de qualité aux diverses orientations sexuelles, identités de genre et personnes ayant des caractéristiques sexuelles diverses ».
- Lors de la prestation de services aux survivants, les prestataires de soins de santé doivent « garantir des soins adaptés à l’âge, à la culture, à l’orientation sexuelle et à l’identité de genre ».

## Reconnaissance juridique du genre
Le changement de marqueur de genre dans les documents d'identification légaux est autorisé après la soumission d'un certificat médical et d'une lettre de soutien d'une organisation de la société civile,.

## Partis politiques
Le parti Bhoutan Kuen-Nyam, favorable au mariage homosexuel, et plus généralement favorable aux droits LGBT, inclut ces revendications dans son programme pour les élections législatives de 2018.